# Reticana plebeja
Reticana plebeja är en insektsart som beskrevs av Spångberg 1878. Reticana plebeja ingår i släktet Reticana och familjen dvärgstritar. Inga underarter finns listade i Catalogue of Life.